# Gunter Thiebaut
Gunter Thiebaut, né à Asse le 12 janvier 1977, est un joueur de football belge qui occupe le poste d'attaquant. Depuis juin 2012 il joue au KVK Ninove, un club de deuxième provinciale brabançonne. En près de vingt ans de carrière, il a disputé plus de 500 matches officiels et inscrit plus de 200 buts.

## Carrière

### Début de carrière en Promotion
Gunter Thiebaut commence sa carrière au KHO Merchtem-Brussegem, en Promotion. Il joue son premier match le 15 janvier 1995, trois jours après son 18e anniversaire. En fin de saison, le club est champion et accède à la Division 3. La saison suivante, il obtient plusieurs titularisations mais le club termine dernier de sa série et doit redescendre en Promotion. Lors du championnat 1996-1997, il devient un joueur de base de l'équipe et termine la saison comme meilleur buteur du club avec quinze réalisations. Malheureusement, ses performances ne peuvent éviter une nouvelle relégation au club.
Gunter Thiebaut rejoint alors le RC Lebbeke, un autre club de Promotion, avec lequel il remporte un nouveau titre en 1998. Auteur de onze buts en championnat, il attire les regards de clubs plus huppés. Il signe un contrat à l'Eendracht Alost, un club de première division, où il est d'emblée titulaire. Il joue trois saisons pour les « ajuinen », inscrivant vingt buts.

### Départs à l'étranger et retours en Belgique
En 2001, Gunter Thiebaut quitte la Belgique et rejoint l'Omonia Nicosie, un des grands clubs du championnat chypriote. Après une bonne saison, il décide de revenir dans son pays natal et signe à Denderleeuw. Il y retrouve son meilleur niveau et termine meilleur buteur du championnat en 2003. Il décide alors de retenter sa chance à l'étranger, cette fois en Allemagne, au 1. FC Sarrebruck. Le club évolue en Regionalliga Sud, l'équivalent de la troisième division. Grâce à une troisième place en championnat, le club est promu en 2. Bundesliga. Après cette promotion, Thiebaut perd sa place de titulaire et ne joue plus que la moitié des rencontres durant deux saisons.
Le 4 janvier 2006, il revient en Belgique et signe un contrat au SV Zulte Waregem, club promu en Division 1 quelques mois plus tôt et qui réalise une très bonne saison. Hélas, il ne trouve pas sa place dans l'effectif et doit se contenter de quelques bribes de matches pendant six mois. Il n'est pas repris pour la finale de la Coupe de Belgique remportée par son club. 
N'entrant pas dans les plans de l'entraîneur Francky Dury, Gunter Thiebaut est prêté au FCV Dender EH, en Division 2, pour la saison 2006-2007. Il y réalise d'excellentes performances et décroche le titre en fin de saison, ponctuée d'une seconde couronne de meilleur buteur de la série. Malgré cela, la direction de Zulte le laisse partir au MVV Maastricht, en deuxième division néerlandaise.

### Renaissance aux Pays-Bas, dernier retour mitigé en Belgique
Aux Pays-Bas, Gunter Thiebaut devient rapidement un joueur important dans son équipe. Titulaire indiscutable à la pointe de l'attaque, il mène par deux fois son équipe aux play-offs pour la montée en Eredivisie, sans parvenir à décrocher la promotion tant convoitée. Après deux saisons pleines qu'il termine à chaque fois comme meilleur buteur du MVV, il décide de relever un nouveau défi dans sa carrière.
Le 26 juin 2009, il revient à nouveau en Belgique et s'engage au Lierse, qui évolue alors en deuxième division. Rarement titulaire face à une forte concurrence, notamment les anciens internationaux Tomasz Radzinski et Jürgen Cavens, il est utilisé comme « joker », entrant en cours de jeu lors de 18 rencontres. En fin de saison, il est sacré champion et retrouve ainsi la première division avec son nouveau club. Après un an au plus haut niveau, la direction lierroise lui signifie qu'elle ne compte plus sur lui et qu'il doit trouver un nouveau club. Ainsi, il retourne à Dender, redescendu deux ans plus tôt en deuxième division. La saison est difficile pour le club, les problèmes financiers affectant les résultats de l'équipe. Malgré ses onze buts en vingt-cinq rencontres, Thiebaut ne peut éviter la relégation de son équipe en Division 3. Il décide alors de mettre un terme à sa carrière professionnelle et redescend jouer en deuxième provinciale est-flandrienne, au KVK Ninove. Durant le premier tiers du championnat, il inscrit le 200e but de sa carrière. Le club est promu en première provinciale et le joueur décide de poursuivre l'aventure. Il ne perd pas son sens du but et inscrit 31 buts en 29 rencontres de championnat.

## Palmarès
- 2 fois champion de Division 2 en 2007 avec le FCV Dender EH et en 2010 avec le Lierse SK.
- 2 fois champion de Promotion en 1995 avec le KHO Merchtem-Brussegem et en 1998 avec le RC Lebbeke.
- 2 fois meilleur buteur de Division 2 en 2003 et 2007.

## Statistiques
| Saison                | Club                   | Championnat           | Championnat | Championnat | Coupe nationale | Coupe nationale | Coupe de la Ligue | Coupe de la Ligue | Total | Total |
| Saison                | Club                   | Division              | M.          | B.          | M.              | B.              | M.                | B.                | M.    | B.    |
| 1994-1995             | KHO Merchtem-Brussegem | Promotion             | 2           | 0           | 0               | 0               | 0                 | 0                 | 2     | 0     |
| 1995-1996             | KHO Merchtem-Brussegem | Division 3            | 20          | 5           | 0               | 0               | 0                 | 0                 | 20    | 5     |
| 1996-1997             | KHO Merchtem-Brussegem | Promotion             | 29          | 15          | 1               | 0               | 0                 | 0                 | 30    | 15    |
| Sous-total            | Sous-total             | Sous-total            | 51          | 20          | 1               | 0               | 0                 | 0                 | 52    | 20    |
| 1997-1998             | RC Lebbeke             | Promotion             | 27          | 11          | 4               | 5               | 0                 | 0                 | 31    | 16    |
| Sous-total            | Sous-total             | Sous-total            | 27          | 11          | 4               | 5               | 0                 | 0                 | 31    | 16    |
| 1998-1999             | KSC Eendracht Alost    | Division 1            | 30          | 7           | 2               | 0               | 0                 | 0                 | 32    | 7     |
| 1999-2000             | KSC Eendracht Alost    | Division 1            | 32          | 8           | 3               | 0               | 1                 | 0                 | 36    | 8     |
| 2000-2001             | KSC Eendracht Alost    | Division 1            | 30          | 5           | 1               | 0               | 0                 | 0                 | 31    | 5     |
| Sous-total            | Sous-total             | Sous-total            | 94          | 20          | 6               | 0               | 1                 | 0                 | 101   | 20    |
| 2001-2002             | Omonia Nicosie         | Division 1            | 22          | 8           | -               | -               | 0                 | 0                 | 22    | 8     |
| Sous-total            | Sous-total             | Sous-total            | 22          | 8           | -               | -               | 0                 | 0                 | 22    | 8     |
| 2002-2003             | KFC Denderleeuw EH     | Division 2            | 34          | 23          | 1               | 0               | 0                 | 0                 | 35    | 23    |
| Sous-total            | Sous-total             | Sous-total            | 34          | 23          | 1               | 0               | 0                 | 0                 | 35    | 23    |
| 2003-2004             | 1. FC Sarrebruck       | Regionalliga Sud (D3) | 33          | 16          | 0               | 0               | 0                 | 0                 | 33    | 16    |
| 2004-2005             | 1. FC Sarrebruck       | 2. Bundesliga         | 14          | 7           | 0               | 0               | 0                 | 0                 | 14    | 7     |
| 2005-déc. 2005        | 1. FC Sarrebruck       | 2. Bundesliga         | 10          | 0           | 1               | 1               | 0                 | 0                 | 11    | 1     |
| Sous-total            | Sous-total             | Sous-total            | 57          | 23          | 1               | 1               | 0                 | 0                 | 58    | 24    |
| jan. 2006-2006        | SV Zulte Waregem       | Jupiler Pro League    | 14          | 1           | 2               | 0               | 0                 | 0                 | 16    | 1     |
| Sous-total            | Sous-total             | Sous-total            | 14          | 1           | 2               | 0               | 0                 | 0                 | 16    | 1     |
| 2006-2007             | FCV Dender EH          | Division 2            | 34          | 21          | 4               | 5               | 0                 | 0                 | 38    | 26    |
| Sous-total            | Sous-total             | Sous-total            | 34          | 21          | 4               | 5               | 0                 | 0                 | 38    | 26    |
| 2007-2008             | MVV Maastricht         | Jupiler League        | 36          | 22          | 0               | 0               | 0                 | 0                 | 36    | 22    |
| 2008-2009             | MVV Maastricht         | Jupiler League        | 35          | 22          | 1               | 0               | 0                 | 0                 | 36    | 22    |
| Sous-total            | Sous-total             | Sous-total            | 71          | 44          | 1               | 0               | 0                 | 0                 | 72    | 44    |
| 2009-2010             | Lierse SK              | Exqi League           | 29          | 7           | 3               | 4               | 0                 | 0                 | 32    | 11    |
| 2010-2011             | Lierse SK              | Jupiler Pro League    | 15          | 0           | 3               | 0               | 0                 | 0                 | 18    | 0     |
| Sous-total            | Sous-total             | Sous-total            | 44          | 7           | 6               | 4               | 0                 | 0                 | 50    | 11    |
| 2011-2012             | FCV Dender EH          | Division 2            | 25          | 10          | 1               | 1               | 0                 | 0                 | 26    | 11    |
| Sous-total            | Sous-total             | Sous-total            | 25          | 10          | 1               | 1               | 0                 | 0                 | 26    | 11    |
| 2012-2013             | KVK Ninove             | P2                    | 10          | 13          | 0               | 0               | 0                 | 0                 | 10    | 13    |
| 2013-2014             | KVK Ninove             | P1                    | 29          | 31          | 0               | 0               | 0                 | 0                 | 29    | 31    |
| Sous-total            | Sous-total             | Sous-total            | 39          | 44          | 0               | 0               | 0                 | 0                 | 39    | 44    |
| Total sur la carrière | Total sur la carrière  | Total sur la carrière | 512         | 232         | 27              | 1               | 1                 | 0                 | 540   | 233   |